# Kabelgatt

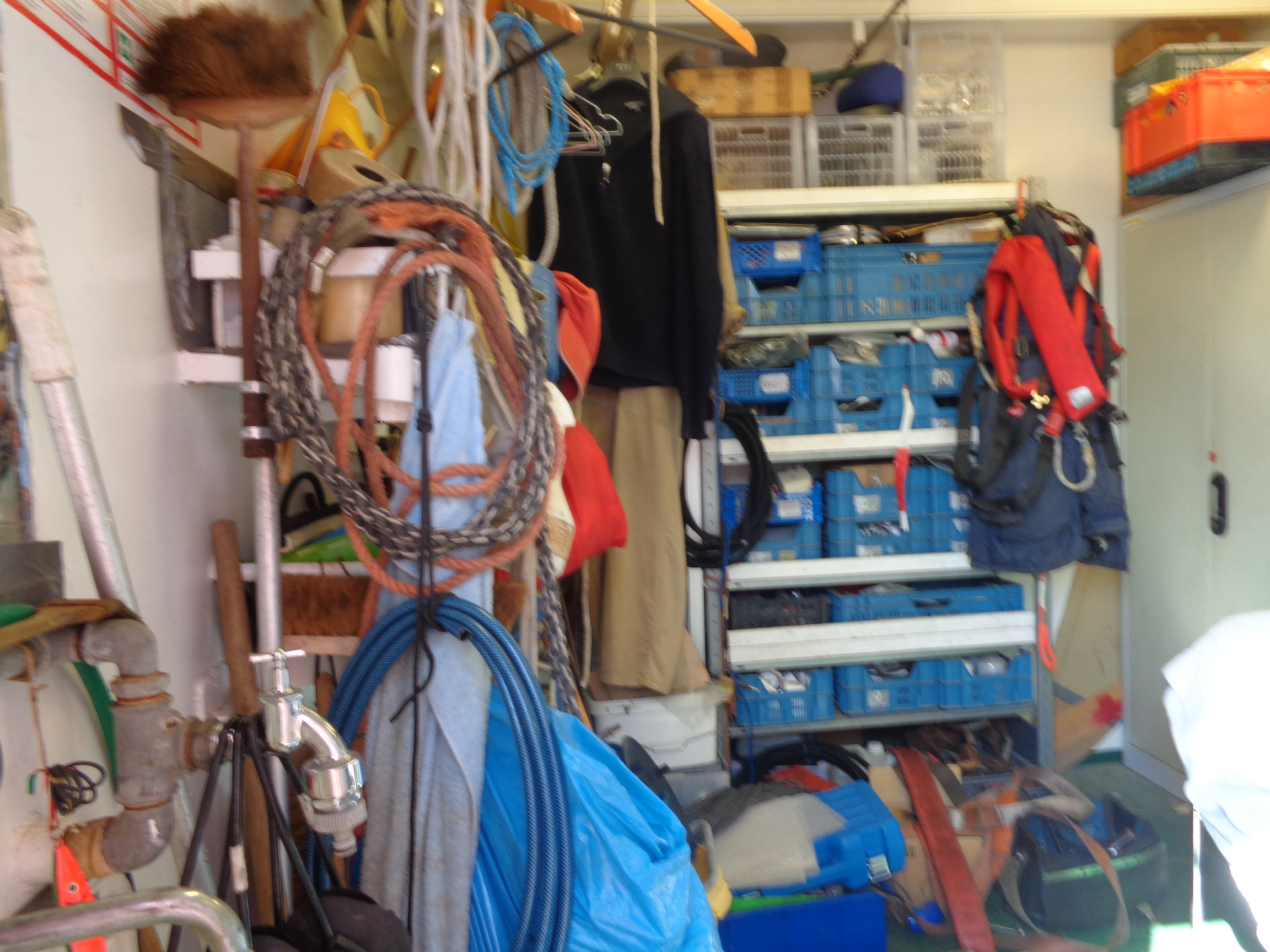
Kabelgattet på kryssningsfartyget M/S Deutschland.

Kabelgatt är ett utrymme på båtar som fungerar som lagerplats för tampar, schackel, block, ankarkättingar, verktyg med mera.
Utrymmet finns mestadels i fören på båten. På mindre båtar kan det vara en låda i fören, medan det på större fartyg kan vara ett förrådsrum.
Ordet "gatt" är från början ett holländskt ord som betyder 'öppning' eller 'hål'. Jämför med Kattegatt, som är Östersjöns öppning mot Västerhavet.